# 2473 Heyerdahl
2473 Heyerdahl eller 1977 RX7 är en asteroid i huvudbältet som upptäcktes den 12 september 1977 av den rysk-sovjetiske astronomen Nikolaj Tjernych vid Krims astrofysiska observatorium på Krim. Den har fått sitt namn efter norrmannen Thor Heyerdahl.
Asteroiden har en diameter på ungefär 4 kilometer och den tillhör asteroidgruppen Matterania.